# Квартет имени Голднера
Квартет имени Голднера (англ. Goldner String Quartet) — австралийский струнный квартет. Основан в 1995 г. и назван в честь Ричарда Голднера, основателя крупнейшего в Австралии независимого продюсерского центра классической музыки Musica Viva Australia. Квартет составили две супружеские пары: первая скрипка Дин Олдинг и альт Ирина Морозова (ученица Голднера), виолончель Джулиан Смайлз и вторая скрипка Димити Холл. Все музыканты участвовали с 1991 года в концертах камерного ансамбля «Австралия» при Университете Нового Южного Уэльса.
Среди важнейших достижений квартета — концертная запись всех квартетов Людвига ван Бетховена, запись квинтетов Антонина Дворжака и Эрнеста Блоха (с пианистом Пирсом Лэйном), сотрудничество с ведущими композиторами Австралии — Россом Эдвардсом, Питером Скалторпом, Карлом Вайном, написавшими для квартета свои новые сочинения.